# Lill-Jorm
Lill-Jorm är en sjö i Strömsunds kommun i Jämtland och ingår i Ångermanälvens huvudavrinningsområde. Sjön är 92 meter djup, har en yta på 20,424 kvadratkilometer och är belägen 343 meter över havet.